# Lešnica (Krka)
Lešnica je 7 km dolg levi pritok Krke, ki se v kraju Lešnica na nadmorski višini 160 m izliva v Krko. Izvira v gozdni grapi na nadmorski višini 510 m pod naseljem Gorenje Grčevje. Površina porečja je 14 km².
V spodnji tok se prebije skozi ozko dolino, v kateri ustvarja slapove, brzice in tolmune.